# Lloyd Ruby
Lloyd Ruby (ur. 12 stycznia 1928 w Wichita Falls w stanie Teksas, zm. 23 marca 2009 tamże) – były amerykański kierowca wyścigowy.
Startował w serii USAC National Championship w latach 1958–1977. W okresie tym zaliczył 177 startów i odniósł 7 zwycięstw. W latach 1960–1977 startował w słynnym wyścigu Indianapolis 500, najlepszy wynik jaki osiągnął to trzecie miejsce w 1964 roku.
Oprócz startu w Indianapolis 500 w 1960 roku zaliczył jeszcze jeden wyścig zaliczany do klasyfikacji Mistrzostw Świata Formuły 1 - Grand Prix Stanów Zjednoczonych w 1961 roku. W obu tych wyścigach nie zdobył żadnych punktów.
Uczestniczył również w wyścigach długodystansowych. Wygrał m.in. wyścigi w Daytonie w 1965 (2000 km) i 1966 roku (24-godzinny) oraz 12 godzin Sebring również w 1966 roku. Wszystkie te sukcesy odniósł za kierownicą Forda (był ważnym kierowcą w programie rozwojowym Forda GT40) i mając za partnera Kena Milesa.

## Starty w Indianapolis 500
| Rok  | Nadwozie  | Silnik      | Start | Wynik | Uwagi                   |
| ---- | --------- | ----------- | ----- | ----- | ----------------------- |
| 1960 | Watson    | Offenhauser | 12    | 7     |                         |
| 1961 | Epperly   | Offenhauser | 25    | 8     |                         |
| 1962 | Watson    | Offenhauser | 24    | 8     |                         |
| 1963 | Watson    | Offenhauser | 19    | 19    | Wypadek                 |
| 1964 | Watson    | Offenhauser | 7     | 3     |                         |
| 1965 | Halibrand | Ford        | 9     | 11    | Awaria silnika          |
| 1966 | Eagle     | Ford        | 5     | 11    | Awaria                  |
| 1967 | Mongoose  | Offenhauser | 7     | 33    | Awaria zaworów          |
| 1968 | Mongoose  | Offenhauser | 5     | 5     |                         |
| 1969 | Mongoose  | Offenhauser | 20    | 20    | Awaria zbiornika paliwa |
| 1970 | Mongoose  | Offenhauser | 25    | 27    | Awaria skrzyni biegów   |
| 1971 | Mongoose  | Ford        | 7     | 11    | Awaria skrzyni biegów   |
| 1972 | Atlanta   | Foyt        | 11    | 6     |                         |
| 1973 | Eagle     | Offenhauser | 15    | 27    | Tłok cylindra           |
| 1974 | Eagle     | Offenhauser | 18    | 9     | Brak paliwa             |
| 1975 | McLaren   | Offenhauser | 6     | 32    | Tłok cylindra           |
| 1976 | Eagle     | Offenhauser | 30    | 11    |                         |
| 1977 | Lightning | Offenhauser | 19    | 27    | Wypadek                 |